# 3C 249.1
3سي 249.1 هيَ مجرة زايفرت تتواجد في كوكبة التنين.